# Ons Heemecht

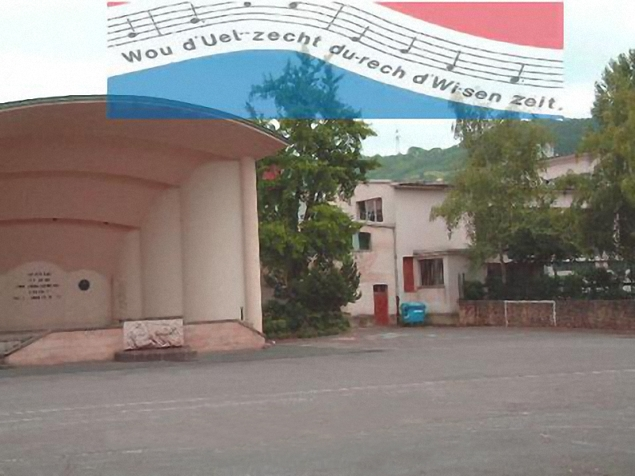
Ort der Erstaufführung

Ons Heemecht („Unsere Heimat“) ist seit 1993 die Nationalhymne des Großherzogtums Luxemburg.
Der Text stammt von Michel Lentz (1859), die Melodie von Johann-Anton Zinnen (1864). Die Originalsprache ist Luxemburgisch, das zur Zeit der Entstehung des Textes im 19. Jahrhundert noch den Status einer Mundart hatte, im 20. Jahrhundert aber standardisiert und zur Amtssprache ausgebaut wurde. Auf Deutsch und Französisch, obwohl beide ebenfalls Amtssprachen sind, existieren lediglich offizielle Übersetzungen, wie auch in mehreren weiteren Sprachen. Die offiziellen Übersetzungen weichen stellenweise leicht vom Originaltext ab.
Die Hymne wurde erstmals am 5. Juni 1864 bei einer Veranstaltung des Allgemeinen Luxemburger Musikvereins auf der Place Marie-Therèse in Ettelbrück öffentlich gesungen.
Während im Gesetz über die nationalen Abzeichen Luxemburgs vom 23. Juni 1972 zur Nationalhymne nichts bestimmt war, legte das ergänzende Gesetz vom 27. Juli 1993 fest, dass die erste und die letzte Strophe von Ons Heemecht (Strophen 1 und 4) als Nationalhymne von Luxemburg dienen.

## Text
| (1) Wou d’Uelzecht durech d’Wisen zéit, Duerch d’Fielsen d’Sauer brécht, Wou d’Rief laanscht d’Musel dofteg bléit, Den Himmel Wäin ons mecht: Dat ass onst Land, fir dat mer géif Heinidden alles won, Onst Heemechtsland dat mir sou déif An onsen Hierzer dron. (2) An séngem donkle Bëscherkranz, Vum Fridde stëll bewaacht, Sou ouni Pronk an deire Glanz Gemittlech léif et laacht; Säi Vollek frou sech soë kann, An ’t si keng eidel Dreem: Wéi wunnt et sech sou heemlech dran, Wéi ass ’t sou gutt doheem! (3) Gesank, Gesank vu Bierg an Dall Der Äärd, déi äis gedron; D’Léift huet en treie Widderhall A jidder Broscht gedon; Fir d’Heemecht ass keng Weis ze schéin; All Wuert, dat vun er klenkt, Gräift äis an d’Séil wéi Himmelstéin An d’A wéi Feier blenkt (4) O Du do uewen, deem séng Hand Duerch d’Welt d’Natioune leet, Behitt du d’Lëtzebuerger Land Viru frieme Joch a Leed; Du hues ons all als Kanner schon De fräie Geescht jo ginn, Looss viru blénken d’Fräiheetssonn, Déi mir sou laang gesinn! | Wo die Alzette durch die Wiesen zieht, Durch die Felsen die Sauer bricht, Die Rebe längs der Mosel blüht, Der Himmel Wein verspricht: Dort ist das Land, für dessen Ehr Kein Opfer uns zu schwer, Die Heimat, die als teures Gut In unseren Herzen ruht. In seinem dunklen Wälderkranz, vom Frieden still bewacht, So ohne Prunk und teuren Glanz, Gemütlich lieb es lacht. Sein Volk sich glücklich sagen kann, Und es sind keine leeren Träume: Wie heimelig sich's doch hier wohnt, wie gut ist's doch daheim. Gesang, Gesang, von Berg und Tal Die Erd', die uns getragen, Die Lieb' hat einen treuen Widerhall In jeder Brust getan. Für die Heimat ist keine Weise zu schön, Jedes Wort, das aus ihr klingt, Ergreift die Seel' wie Himmelstön' Und unser Auge wie Feuer blinkt. O Du dort droben, dessen Hand Den Völkern gibt Geleit, Behüt das Luxemburger Land Vor fremdem Joch, vor Leid! Als Kind empfingen wir von Dir Den freiheitlichen Sinn, Die Freiheitssonne, unsre Zier, Lass leuchten fernerhin! |